# Darja Szystierowa
Darja Jewgienjewna Szystierowa (ros. Дарья Евгеньевна Шистерова;ur. 16 lutego 1997) – rosyjska zapaśniczka startująca w stylu wolnym.
Zajęła dziewiąte miejsce na mistrzostwach Europy w 2019.
Złota medalistka igrzysk młodzieży w 2014. Wygrała ME U-23 w 2019. Wicemistrzyni świata juniorów w 2016. Mistrzyni Europy juniorów w 2016 i trzecia w 2015. Trzecia na MŚ kadetów w 2013. Pierwsza na ME kadetów w 2013 i druga w 2014 roku. Trzecia na mistrzostwach Rosji w 2016 i 2018 roku.